# Похрањице
Похрањице (слч. Pohranice) насељено је мјесто са административним статусом сеоске општине (слч. obec) у округу Њитра, у Њитранском крају, Словачка Република.

## Становништво
| Година:    | 1994. | 2004.   | 2014.   | 2024.   |
| ---------- | ----- | ------- | ------- | ------- |
| Број људи: | 1083  | 1069    | 1077    | 1103    |
| Разлика:   |       | -1,29 % | +0,74 % | +2,41 % |

| Година:    | 2023. | 2024.   |
| ---------- | ----- | ------- |
| Број људи: | 1094  | 1103    |
| Разлика:   |       | +0,82 % |

Према подацима о броју становника из 2011. године насеље је имало 1.076 становника.